# 이집트 육군 경기장
이집트 육군 경기장(아랍어: ملعب الجيش المصري, 영어: Egyptian Army Stadium)은 이집트 수에즈에 위치한 경기장으로 총 수용 인원은 45,000명이다. 이 경기장은 2009년 이집트가 주최한 2009년 FIFA U-20 월드컵 경기장 중 하나로 건설되었다. 이 경기장은 2011년까지 무바라크 국제경기장으로 불렸으며, 2011년 이집트 혁명의 결과로 호스니 무바라크가 이집트 대통령에서 물러나면서 이집트 육군 경기장으로 명칭이 변경되었다. 